# Fay Grim
Série
Henry Fool
(1997) Ned Rifle
(2014)
Pour plus de détails, voir Fiche technique et Distribution.
Fay Grim est un film germano-américain réalisé par Hal Hartley, présenté au Festival international du film de Toronto en 2006 et sorti en salles en 2007.

## Fiche technique
- Titre : Fay Grim
- Réalisation : Hal Hartley
- Scénario : Hal Hartley
- Musique : Hal Hartley
- Photographie : Sarah Cawley
- Montage : Hal Hartley
- Production : Martin Hagemann, Hal Hartley, Jason Kliot, Mike S. Ryan et Joana Vicente
- Société de production : HDNet Films, Neon Productions, Possible Films, This Is That Productions et Zero Fiction Film
- Société de distribution : Magnolia Pictures (États-Unis)
- Pays de production :  États-Unis,  Allemagne et  France
- Genre : Action, comédie et thriller
- Durée : 118 minutes
- Dates de sortie : 
  - Canada : 11 septembre 2006 (Festival international du film de Toronto)
  - États-Unis : 18 mai 2007

## Distribution

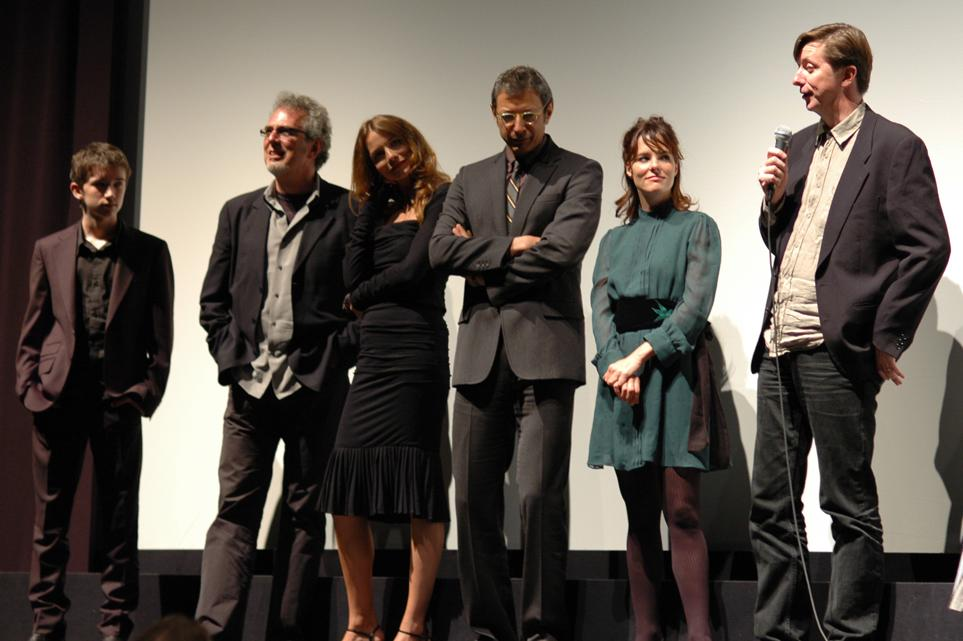
L'équipe du film (les acteurs Liam Aiken, Chuck Montgomery, Saffron Burrows, Jeff Goldblum, Parker Posey et le réalisateur Hal Hartley) au Festival de Toronto, le 11 septembre 2006.

- Parker Posey (V.Q. : Anne Bédard) : Fay Grim
- James Urbaniak (V.Q. : Pierre Auger) : Simon Grim
- Liam Aiken (V.Q. : Roxan Bourdelais) : Ned Grim
- Jeff Goldblum (V.Q. : Jean-Luc Montminy) : Agent Fulbright
- Megan Gay : Principal
- Chuck Montgomery (V.Q. : Benoit Rousseau) : Angus James
- Leo Fitzpatrick (V.Q. : Tristan Harvey) : Carl Fogg
- Harald Schrott (V.Q. : Jean-François Beaupré) : André
- Saffron Burrows (V.Q. : Nathalie Coupal) : Juliet
- Elina Löwensohn (V.Q. : Violette Chauveau) : Bebe
- Thomas Jay Ryan (V.Q. : Alain Zouvi) : Henry Fool
- David Scheller : Convict Husband
- Sibel Kekilli : Concierge First Istanbul Hotel
- Adnan Maral (V.Q. : Denis Roy) : Hassan
- Anatole Taubman (V.Q. : Yves Soutière) : Jallal
- Nikolai Kinski : Amin

Source et légende : Version québécoise (V.Q.) sur Doublage Québec.

## Autour du film
Il s'agit de la suite de Henry Fool, sorti en 1997, dans lequel Parker Posey et Thomas Jay Ryan reprennent leurs rôles respectifs du premier volet.